# エコール・サントラル
エコール・サントラル（フランス語: École Centrale）は、フランスの工学・技術系エリート養成のための国立の高等教育機関で、グランテタブリスマン及びグランゼコール(国立理工科学院連合)のひとつ。略称として"EC"とも表記される。

## 一覧
- サントラルシュペレック（CentraleSupélec）
- エコール・サントラル・ド・リール（École centrale de Lille）
- エコール・サントラル・ド・リヨン（École centrale de Lyon）
- エコール・サントラル・ド・マルセイユ（École centrale de Marseille）
- エコール・サントラル・ド・ナント（École centrale de Nantes）
- エコール・サントラル・ド・ペキン（École centrale de Pékin） - 2005
- マヒンドラ・エコール・サントラル（Mahindra École Centrale） - 2014
- エコール・サントラル・ド・カサブランカ（École centrale de Casablanca） - 2015

## 概要
正式名称はÉcole Centrale des Arts et Manufactures。エコール・ポリテクニーク、パリ国立高等鉱業学校と並び称される理工系3大グランゼコールの1つで、フランスでの理工学・技術系における最高教育機関として一般に評価されている。
英語読みでエコール・セントラルとも、また日本語表記では、仏語直訳の中央学校や中央工芸学校、中央工業大学校、国立高等工業学院などともよばれている。企業との結び付きが強いのが特徴で、卒業生の多くは幹部候補生として迎えられる。
1829年、パリにエコール・サントラル・パリ（École centrale Paris; ECP、当時の名称は École centrale des arts et manufactures de Paris）が開校、その後、リール、リヨン、マルセイユ、ナントにそれぞれ、
- エコール・サントラル・ド・リール（École centrale de Lille; EC Lille、1854年、当時の名称は École des arts industriels et des mines de Lille - Institut industriel du Nord de la France IDN）
- エコール・サントラル・ド・リヨン（École centrale de Lyon; EC Lyon、1857年、当時の名称は École centrale lyonnaise pour l'Industrie et le Commerce）
- エコール・サントラル・ド・マルセイユ（École centrale de Marseille、1891年、当時の名称は École d'ingénieurs de Marseille）
- エコール・サントラル・ド・ナント（École centrale de Nantes; EC Nantes、1919年、当時の名称は Institut polytechnique de l'Ouest）

が開校した。
各校はそれぞれ独立していたが、1990年にエコール・サントラル共同委員会(グループ)(Intergroupe des écoles centrales)を結成し、共調運営されるようになった。
2005年9月に北京にフランス系中国人／中国系フランス人技術者養成機関(École centrale de Pékin)を開校し、エコール・サントラル・グループは現在、フランス国内に5校、国外を含めると6校を擁している。

## 修学内容
幅広い知識を身に付けたジェネラリストの養成を目的とし、入学後2年間は専攻を持たず、数学、物理、化学、生物、工学など各分野を広汎に習得する。また企業や団体でのインターンシップにも重点が置かれ、CNRS、INRIA、フランス原子力庁 (CEA) をはじめとする多くの国立研究機関や企業、フランス国内外の大学の研究室と共同研究を行っている。
修了年限は3年であるが、専門性を追求する者は修士・博士課程に進学できる。在学生および卒業生はサントラリアン(Centralien) とよばれる。
多種のファイルフォーマットをサポートし、愛用者の多いフリーソフトVLCメディアプレーヤー (VLC media player)は、エコール・サントラル・パリの学生達によって開発された。

## 日本との関係
1998年、同志社大学がエコール・サントラル・ド・リールとの間で、日本初のフランスとの修士レベルの単位交換協定を結び、留学プログラムを開始した。以降、東北大学等がエコール・サントラル・グループと協定を結び、日本の各校とエコール・サントラルの1校が相互協定を始めたが、その後同志社大学、東北大学、慶應義塾大学を日本側グループとし、フランス国内のエコール・サントラル・グループ全校と3対5の一括協定を締結して、学生にとって自由度が増した。
2006年度より慶應義塾大学理工学部よりパリ校へ1名、リヨン校へ2名、ナント校へ2名、リール校へ1名の学生が2年間派遣された。2007年9月からは同志社大学、東北大学からも学生がリヨン校へ2名派遣されている。また慶應義塾大学からマルセイユ校への派遣も開始された。
フランスのエコール・サントラル各校からも、同プログラムの下で同志社大学、東北大学、慶應義塾大学、同志社大学へ修士クラスの学生が派遣されている。

## 著名な関係者

### 出身者
- ジョルジュ・ルクランシェ - ルクランシェ電池の発明者
- ギュスターヴ・エッフェル - エッフェル塔設計者
- アンドレ・ミシュラン - タイヤメーカー・ミシュランの創設者
- アルマン・プジョー - 自動車・自転車メーカー・プジョーの創設者
- ルイ・ブレリオ - 黎明期の飛行家、企業家。自社機でドーバー海峡を世界で初めて横断
- ソロモン・レフシェッツ - 数学者。ポアンカレ・レフシェッツ双対定理、レフシェッツの不動点定理、レフシェッツの跡公式、レフシェッツペンシルなどに名を残す。
- ボリス・ヴィアン - 詩人、小説家、劇作家、ジャズトランペット奏者。
- ジャン・ボードリヤール - 社会学者、哲学者、消費社会批判の泰斗
- 古市公威 - 帝国大学工科大学（現・東京大学工学部）初代学長、東京仏学校（現・法政大学）、土木学会初代会長、東京帝国大学名誉教授、男爵
- 清水誠  - 日本の国産マッチの創始者。フランス留学中、神戸にて金星の日面通過観測にフランス隊の一員として帰国参加し、日本人として初めて撮影に成功。

### 教員
- ウジェンヌ・ペクレ - 物理学者。ペクレ数で知られる。
- ジャン＝バティスト・デュマ - 化学者。デュマ法で知られる。
- ガスパール＝ギュスターヴ・コリオリ - 物理学者。コリオリ力で知られる。
- エミール・ピカール - 数学者。ピカール・ヴェシオの理論で知られる。
- ジョセフ・リウヴィル  - 物理学者、数学者。リウヴィルの定理、リウヴィル数で知られる。
- アンセルム・ペイアン  - 化学者。世界で初めて酵素を発見。生化学の分野を切り開く。